# Hacıhüseynli
Hacıhüseynli (hay còn gọi là Hacı Hüseynli, được biết như Yelenovka từ năm 1892 đến năm 1992) là một làng đô thị thuộc vùng Quba của Azerbaijan.  Có dân số là 1,731 người.  Đô thị này này bao gồm các làng Hacıhüseynli và Novonikolayevka.
Một ngôi làng có tên Hacıhüseynli, được cư trú hoàn toàn bởi Azeris, tồn tại ở đây cho đến năm 1891 khi dân chúng bị chính quyền Nga đuổi ra ngoài vì tham gia vào các cuộc tấn công. Nó được tái lập vào năm 1892 bởi những người Nga chính thống đã trốn khỏi miền trung nước Nga vì nạn đói và được đổi tên thành Yelenovka sau khi Yelena Rogge, vợ của thống đốc thành phố Vladimir Vladimir Rogge. Một nhà thờ Chính thống được xây dựng ở đây sau đó. Ngôi làng hiện chủ yếu là dân tộc Lezgis.